# Ferdinand von Bredow
Pour les articles homonymes, voir Famille von Bredow et Bredow (homonymie).
Ferdinand von Bredow est un Generalmajor de la Reichswehr, né le 16 mai 1884 à Neuruppin et mort assassiné par la SS le 30 juin 1934 à Berlin.
Bredow dirige l’Abwehr, le service de renseignement de l'armée allemande, et est également ministre adjoint de la Défense dans le bref gouvernement du chancelier Kurt von Schleicher. Tout comme son ex-chancelier, un an et demi plus tard, il est victime de la nuit des Longs Couteaux, bien qu'il ne fasse pas partie de la SA, la principale cible de cette purge sanglante des débuts du régime nazi.

## Biographie
Il est fils du général prussien de l'infanterie Hasso von Bredow (1851-1922) et de sa femme Emilie, née von Zeuner (1859-1953). Son frère aîné est le contre-amiral Hasso von Bredow. Bredow appartient à une famille de noblesse immémoriale du Brandebourg, les Bredow, comptant de nombreux militaires. Il suit donc la tradition familiale en entamant une carrière militaire. Il étudie à l'école maternelle du lycée Frédéric-Guillaume à Neuruppin et, à l'âge de dix ans, à la maison des cadets de Plön (de) en 1894. Il étudie ensuite à l'école principale prussienne des cadets et est transféré au 3e régiment de grenadiers de la Garde de l'armée prussienne à Charlottenbourg en tant que lieutenant le 22 mars 1902. Pour parfaire sa formation, il étudie à l'Académie de guerre de Berlin d'octobre 1910 à juillet 1913, période pendant laquelle il devient lieutenant à la mi-juin 1911 et est affecté au Grand État-Major général à partir du 22 mars 1914. Pendant la Première Guerre mondiale, il participe en tant qu’officier aux combats en France. Intégré dans la nouvelle armée allemande d’après la fin du conflit, la Reichswehr, il entre dans l’Abwehr en 1925, le service de renseignement de l'état-major allemand. En décembre 1932, il rejoint le gouvernement du chancelier Schleicher.
Avec Schleicher, dont il est le bras droit, Bredow fait partie des adversaires les plus résolus d’Adolf Hitler lorsque celui-ci accède au pouvoir le 30 janvier 1933. Bredow, en tant que chef du service de renseignements de Schleicher, dirigeait un grand nombre de services secrets le plus souvent concurrents les uns des autres.
Le général Werner von Blomberg le remplace par le général Walter von Reichenau dès l'arrivée de Hitler au pouvoir.
Bredow est assassiné à Berlin-Lichterfelde dans la nuit du 30 juin au 1er juillet 1934 par des membres de la SS appartenant au régiment « Leibstandarte SS Adolf Hitler » : il est l’une des victimes de la nuit des Longs Couteaux, qui permet à Hitler de « décapiter » la SA, formation paramilitaire pléthorique dirigée par Ernst Röhm, concurrente implicite à la fois de l'armée (la Reichswehr) et de la SS, mais aussi de liquider de nombreux opposants, dont son prédécesseur à la chancellerie, l'ex-chancelier Schleicher, et un membre important de son cabinet, Bredow.